# Ptomaphagus thebeatles
Ptomaphagus thebeatles is een keversoort uit de familie van de truffelkevers (Leiodidae). De wetenschappelijke naam van de soort werd in 2021 gepubliceerd door Menno Schilthuizen, Leonardo Latella en Iva Njunjić.
De kever werd tijdens een burgerwetenschapsproject, op touw gezet door Taxon Expeditions, aangetroffen in het Vondelpark in Amsterdam. De soort werd vernoemd naar The Beatles. Het was toen vijftig jaar geleden dat John Lennon en Yoko Ono hun Bed-in for Peace hielden in het nabijgelegen Hilton-hotel.
Naast deze nieuwe keversoort werd er ook een nieuwe wespensoort ontdekt. (Aphaereta vondelparkensis)